# Лисаневич, Иван Алексеевич
Ива́н Алексе́евич Лисане́вич (1840—1915) — член Государственного совета Российской империи, помещик, действительный статский советник, Уральский вице-губернатор.
Родился в русской православной дворянской помещичьей семье в родовом имении Березовка Богучарского уезда Воронежской губернии. Иван Алексеевич Лисаневич был потомком по мужской линии Калачеевского сотника Ивана Стефановича Лисаневича, которой в 1759 году как участник военных походов и многих сражений указом императрицы Елизаветы Петровны был пожалован землями в вечное пользование; в число земель входило и село Березовка.
Иван Алексеевич Лисаневич окончил Воронежскую гимназию. В 1861 году окончил физико-математический факультет Московского университета. В 1863 или 1864 году поступил на службу посредником по Богучарскому уезду. Был гласным уездного и губернского земских собраний с момента введения земства. С 1865 по 1873 год и с 1893 года был председателем Богучарской уездной земской управы. В 1867 году выбирается мировым судьёй. В 1869 году стал председателем Богучарского училищного совета. С 1872 по 1893 год был председателем Воронежской губернской земской управы. Был инициатором создания в губернии учительской семинарии; статистического отделения; Воронежского реального училища, почётным попечителем которого был в 1876—1893 годах; Конь-Колодезской сельскохозяйственной школы, почётным попечителем которой был в 1889—1893 годах. Был членом попечительского совета Мариинской женской гимназии и Николаевской прогимназии с 1878 по 1893 год. С 1867 по 1888 год и с 1898 года был почётным мировым судьёй Богучарского уезда. С 1886 по 1887 год был управляющим Воронежского отделения Дворянского банка. В 1886 году получил «за отличие» чин действительный статский советник. В 1889 году получил должность директора от Воронежского земства в правлении Общества Козлово-Воронежско-Ростовской железной дороги.
С 30 октября 1894 года по 26 августа 1900 года был вице-губернатор Уральской области В 1899 году стал почётным мировым судьёй Уральского окружного суда. В 1900 году был командирован в Комитет по оказанию помощи пострадавшим от наводнения. В том же году вышел в отставку, переехал в своё имение и занялся сельским хозяйством.
Иван Алексеевич Лисаневич — землевладелец, его родовое имение в 1908 году составляло 3110 десятин в Воронежской губернии. Был женат; жена владела родовым имением в 1908 году 650 десятин в Воронежской губернии. Вдовец; двое детей.
С 1904 года он богучарский уездный предводитель дворянства. С 1907 по 1912 год был кандидатом на должность Воронежского губернского предводителя дворянства. Был членом «Союза 17 октября». 12 апреля 1906 года был избран членом Государственного совета Российской империи от Воронежского губернского земского собрания. Был дважды переизбран переизбран в Государственный совет Российской империи 6 сентября 1909 года и 10 сентября 1912 года в связи с окончанием срока полномочий; входил в группу Центра.

## Сочинения
- О переселении крестьян из Воронежской губернии в 1870—1882 год : [С прил. табл.] / [И. Лисаневич]. — Б.м., [188-?]. — 19 с. ;
- Скотоводство Тимофея Ивановича Рубашевского : Характеристика и история происхождения рубашев. скота : Посвящ. Воронеж. отд. Моск. о-ва сел. хоз. — Воронеж : тип. В. И. Исаева, ценз. 1892. — 30 с. : черт.;
- Положение дела улучшения коневодства в Воронежской губернии : (По поводу постановления Воронеж. губ. зем. собр. 23 янв. 1912 г. по докл. Губ. зем. управы «О мероприятиях по улучшению скотоводства в губернии») / [И. Лисаневич, гласный Воронеж. губ. земск. собр.]. — Воронеж : типо-лит. т-ва Н. Кравцов и К°, [1912]. — 14 с..